# 李述永
李述永（1968年7月—），女，汉族，湖北枣阳人，中华人民共和国政治人物。教育学博士。

## 生平
1998年8月至2001年3月任襄樊市第23中学校长。
2007年6月至2009年5月任中共湖北省纪委常委兼湖北省监察厅副厅长。2009年7月至2011年11月任中共襄阳市委常委兼副市长。
2013年4月至2018年11月任中共武汉市委常委兼市宣传部部长。2016年11月至2017年1月借调中央巡视组第十一巡视组任副组长，調查孫政才案。
2018年11月至2019年12月任中共湖北省委统战部副部长。
2020年1月任湖北省妇联党组书记、主席。
2022年3月任湖北省文化和旅游厅党组书记、厅长。